# Henån
Henån är en tätort i Röra socken på Orust i Bohuslän och centralort i Orusts kommun i Västra Götalands län. Orten har fått sitt namn efter ån Henån.
Handel och annan aktivitet ökar stort under sommartid, eftersom Henån är centralort för en kommun som flerdubblar sitt invånarantal under turistsäsongen.

## Historik
Henån omnämns först 1420 och 1519. Förleden innehåller ett ånamn, fornvästnordiska Hein, i vilket ingår ett ord som motsvarar det dialektala ordet hen, som betyder "slipsten, brynsten", och syftar på berggrunden. Sedermera övergick namnet på en gård vid nämnda å, kring vilken tätorten Växte upp. vid mitten av 1800-talet med handel och gästgiveri. Orten fick ångbåtsförbindelse och blev en populär badort, den första på Orust. Från Henån kommer även båtbyggarfirman Najad.
På 1960-talet tillkom länsväg 160, när Tjörnbroarna och Nötesundsbron byggdes. Vid bildandet av Orusts kommun 1971 blev Henån kommunens centralort.

### Befolkningsutveckling
| Befolkningsutvecklingen i Henån 1960–2020                                                               | Befolkningsutvecklingen i Henån 1960–2020 | Befolkningsutvecklingen i Henån 1960–2020 | Befolkningsutvecklingen i Henån 1960–2020 | Befolkningsutvecklingen i Henån 1960–2020 |
| --- | ----------------------------------------- | ----------------------------------------- | ----------------------------------------- | ----------------------------------------- |
| |                                           |                                           |                                           |                                           |
| År |                                           |                                           | Folkmängd                                 | Areal (ha)                                |
| 1960 | 1960                                      |                                           | 168                                       | ¤                                         |
| 1965 | 1965                                      |                                           | 276                                       |                                           |
| 1970 | 1970                                      |                                           | 511                                       |                                           |
| 1975 | 1975                                      |                                           | 1 061                                     |                                           |
| 1980 | 1980                                      |                                           | 1 396                                     |                                           |
| 1990 | 1990                                      |                                           | 1 659                                     | 171                                       |
| 1995 | 1995                                      |                                           | 1 889                                     | 185                                       |
| 2000 | 2000                                      |                                           | 1 836                                     | 189                                       |
| 2005 | 2005                                      |                                           | 1 855                                     | 193                                       |
| 2010 | 2010                                      |                                           | 1 816                                     | 198                                       |
| 2015 | 2015                                      |                                           | 2 243                                     | 470                                       |
| 2020 | 2020                                      |                                           | 2 405                                     | 528                                       |
| Anm.: Ny tätort 1965. Sammanvuxen 2015 med Dalby och Lövås ¤ Som tätortsbebyggelse med 150-199 invånare |                                           |                                           |                                           |                                           |

## Bildgalleri

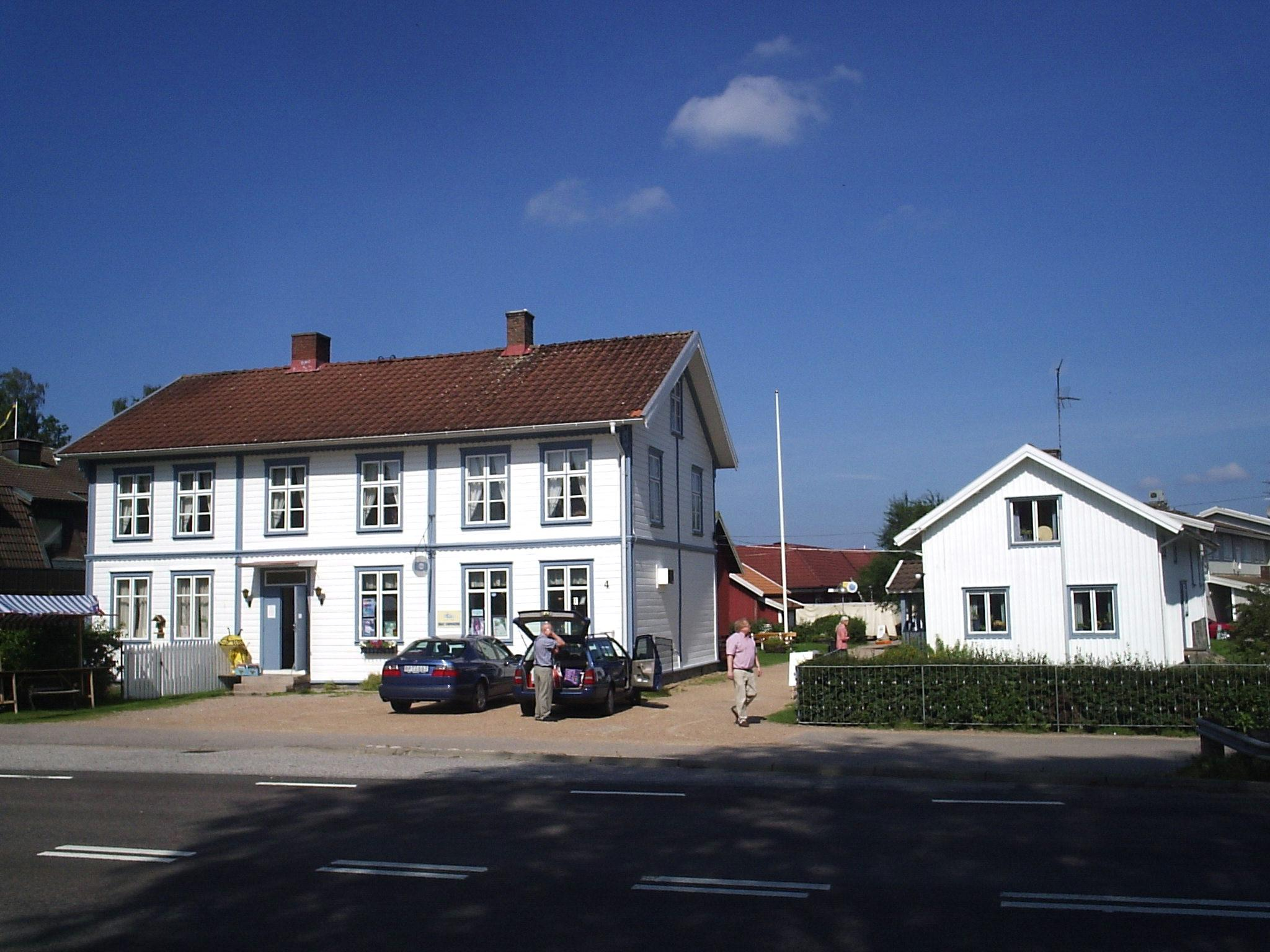
Äldre bebyggelse vid landsvägsbron över ån Henån
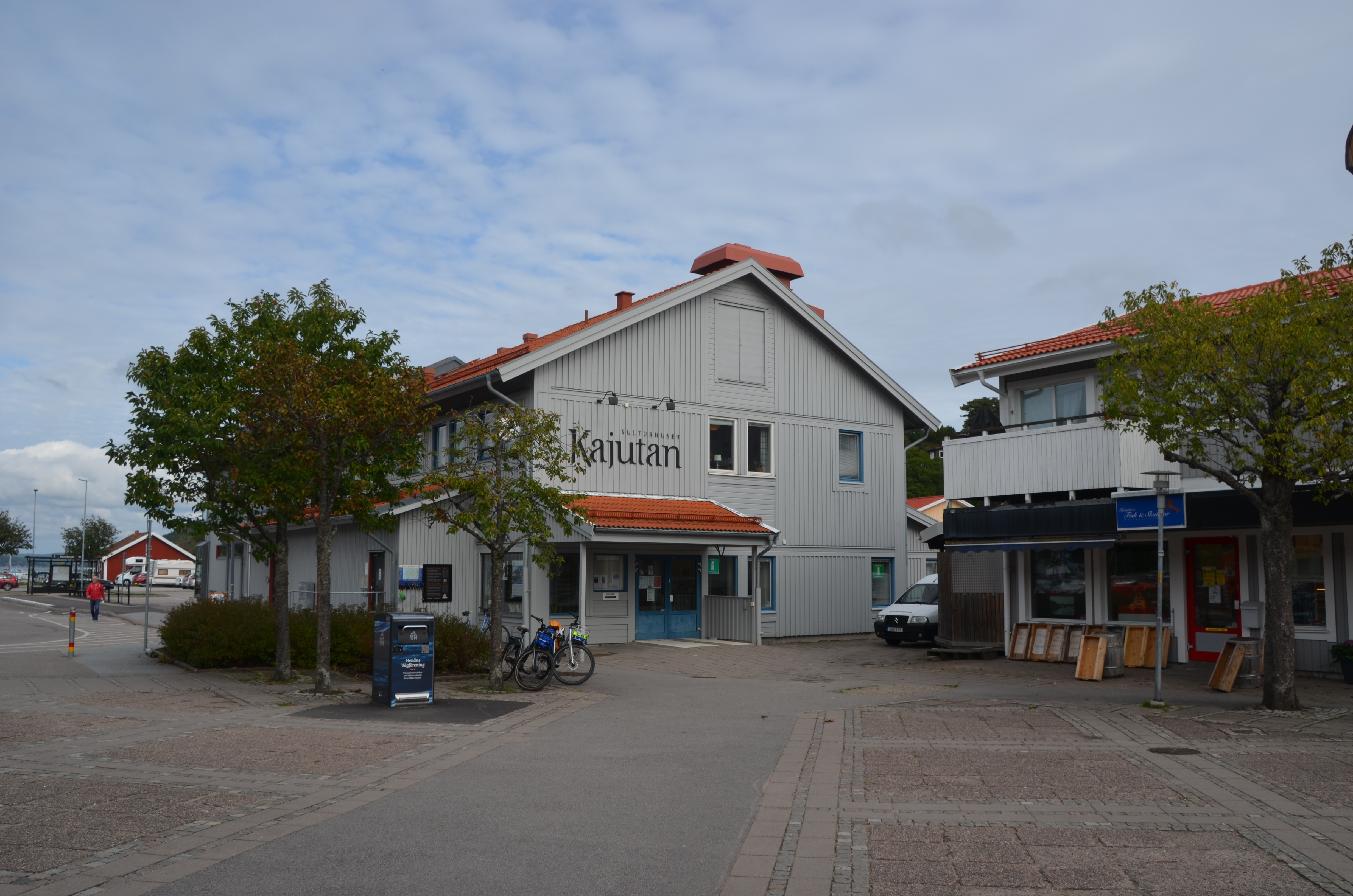
Kulturhuset Kajutan i Henån, där också Henåns bibliotek och Lärcentrum finns, samt konsthall och turistbyrå
Badplats i Henån